# Nova Guinea Neerlandesa

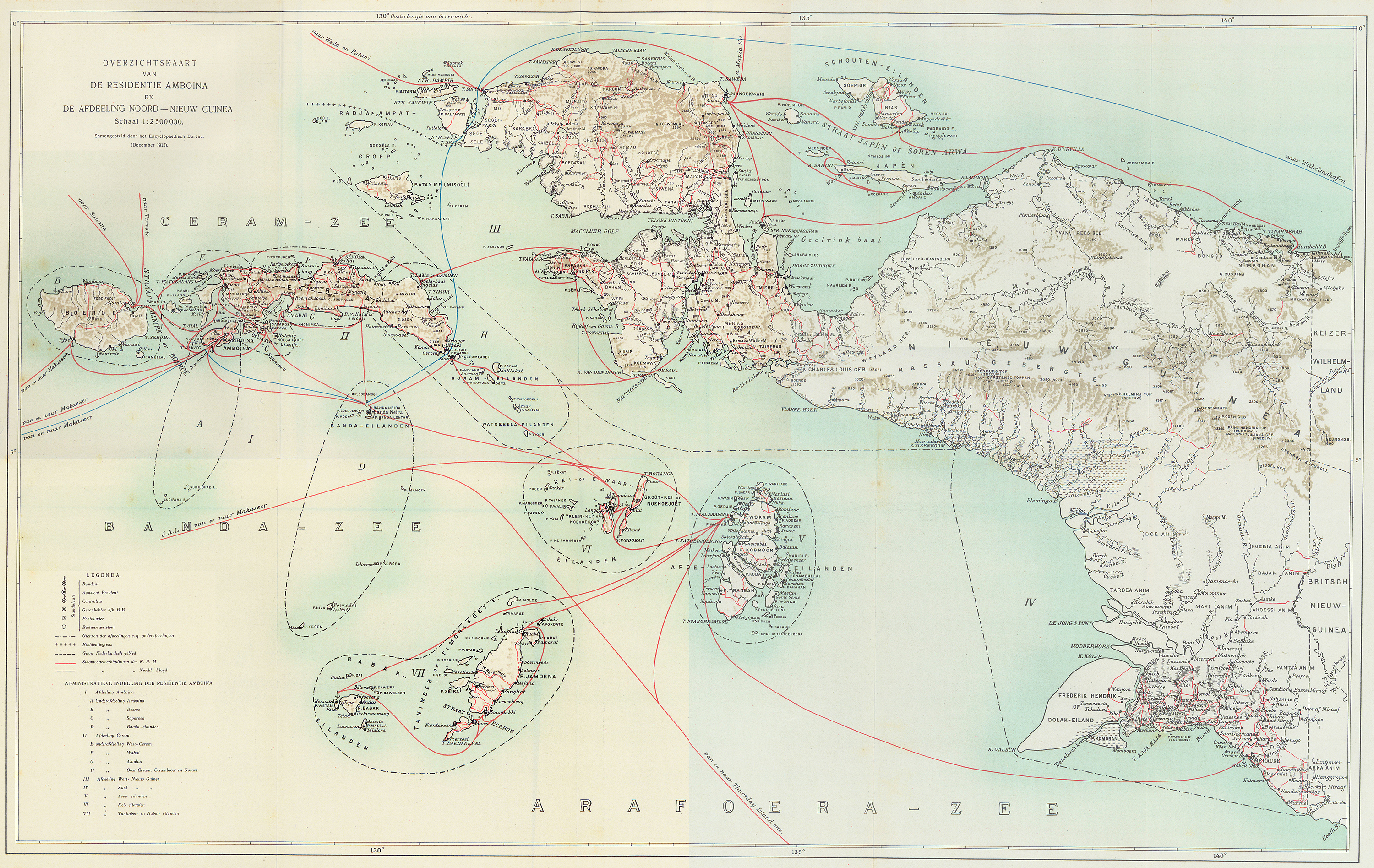
Connexions marítimes a la Nova Guinea Neerlandesa el 1915.

Nova Guinea Neerlandesa (neerlandès: Nederlands-Nieuw-Guinea) fou el nom de la part occidental de l'illa de Nova Guinea; és també anomenada Papua occidental i els indonesis l'anomenaven Irian Jaya (des de 2003 l'anomenen Papua al estar formada per dos províncies: Papua i Papua Occidental). Fins a 1949 fou part de les Índies Orientals Neerlandeses; de 1949 a 1962 fou un territori d'ultramar del Regne dels Països Baixos conegut com a Nova Guinea Neerlandesa. Avui dia forma les dues províncies més orientals d'Indonèsia (administrat sota un govern unificat prèviament a 2003 amb el nom d'Irian Jaya).
Durant la Revolució indonèsia, els neerlandesos van llançar «accions policials» per capturar territori de la República Indonèsia. Tanmateix, els mètodes durs dels neerlandesos van causar la desaprovació internacional. Amb l'opinió internacional canviant cap el suport a la República indonèsia, els neerlandesos van començar el 1949 a negociar la separació de la Nova Guinea Holandesa de la resta d'Indonèsia, amb el destí del territori disputat que seria decidit el proper 1950. Tanmateix, els neerlandesos en els anys següents foren capaços d'argumentar amb èxit a l'ONU que la població indígena de Nova Guinea occidental representava un grup ètnic separat de les poblacions d'Indonèsia i, per tant, no hauria de ser absorbit a l'estat indonesi.
Per contrast, la República indonèsia, com estat successor de les Índies Orientals Holandeses, va reclamar Nova Guinea Holandesa com a part del seu territori natural. La disputa sobre Nova Guinea fou un factor important en la ràpida decadència en les relacions bilaterals entre els Països Baixos i Indonèsia després de la independència indonèsia. La disputa va escalar a conflicte de baixa intensitat el 1962 després dels moviments neerlandesos de 1961 per establir un Consell de Nova Guinea.
Després del incident Vlakke Hoek, Indonèsia va llançar una campanya d'infiltracions dissenyada per fer pressió als neerlandesos. Enfrontat a la pressió diplomàtica dels Estats Units, mancant de suport domèstic i amb contínues amenaces indonèsies de envair el territori, els neerlandesos van decidir entregar el control del territori disputat l'agost de 1962, acceptant la proposta de Bunker amb la condició que un plebiscit per determinar el destí final del territori fos celebrat més endavant. El territori va ser administrat per l'ONU temporalment abans de ser transferit a Indonèsia l'1 de maig de 1963. Un plebiscit, l'Acte de l'Elecció Lliure, fou finalment celebrat el 1969 però la neteja de l'elecció és discutida.

## Abans de la Segona Guerra Mundial
Fins després de la Segona Guerra Mundial la part occidental de l'illa de Nova Guinea era part de la colònia de les Índies Orientals Neerlandeses. Els Països Baixos van reclamar la sobirania sobre Nova Guinea dins de les Índies Orientals Neerlandeses a través de la seva protecció sobre el Sultanat de Tidore, un sultanat de l'illa a l'oest de Halmahera a les Moluques. En un tractat de 1660 la Companyia Holandesa de les Índies Orientals (VOC) va reconèixer al Sultanat de Tidore supremacia sobre els papús, els habitants de Nova Guinea. Probablement això es referia a algunes illes papús prop de les Moluques, tot i que Tidore mai va exercir control real sobre Nova Guinea. El 1872 Tidore va reconèixer la sobirania holandesa i va concedir permís al Regne dels Països Baixos per establir administració en els seus territoris com volien fer les autoritats holandeses. Això va permetre als holandesos legitimar la reclamació a l'àrea de Nova Guinea.
Els holandesos van establir el meridià 141è com la frontera oriental del territori. El 1898 el govern holandès de les Índies Orientals va decidir establir llocs administratius a Fakfak i Manokwari, seguint després Merauke el 1902. La raó principal per això fou l'expansió de control britànic i alemany a l'est. Els neerlandesos van voler assegurar que el Regne Unit i Alemanya no mourien la frontera cap a l'oest. Això va resultar en la partició de l'illa de Nova Guinea.
En realitat la major part de Nova Guinea va quedar fora de la influència colonial. Poc era conegut sobre l'interior; les àrees més grans al mapa eren blanques i el número dels habitants de l'illa era desconegut; nombroses exploracions es van fer a l'interior de l'illa al tombar el segle xx. Els indígenes habitants de Nova Guinea eren papús i vivien en tribus. Eren caçadors-recol·lectors.
Abans de la Segona Guerra Mundial l'activitat econòmica va ser limitada. Únicament la part costanera i els residents d'illes van comerciar fins a cert punt, majoritàriament amb les Moluques. Una empresa de desenvolupament va ser fundada el 1938 per canviar aquesta situació, però no va ser molt activa. Així que, fins a la Segona Guerra Mundial, Nova Guinea era un territori desatès i sense importància dins de les Índies Holandeses.

### Pàtria pels eurasians
El grup que era més interessat en Guinea Nova abans de la guerra era el eurasians (barreja de portuguesos, holandesos, britànics, indis i més rarament francesos amb natius del sud, est i sud-est asiàtic). Abans de la guerra entre 150.000 i 200.000 eurasians vivien a les Índies Orientals Holandeses barreja d'europeus i indonesis i identificats amb els holandesos i la manera de viure dels holandesos. En la societat colonial de les Índies Holandeses tenien un estatus social més alt que els indígenes indonesis (anomenats "inlanders" pels holandesos). Eren majoritàriament emprats com a treballadors d'oficina. A mesura que el nivell educatiu dels indígenes indonesis augmentava, més i més indonesis aconseguien les feines anteriorment fetes per eurasians. Aquests no tenien altre mitjà de vida, perquè, com europeus, tenien prohibit comprar terra a Java. Aquesta situació va causar problemes mentals i econòmics al eurasians. El 1923, el primer pla per designar Nova Guinea com a territori de poblament per eurasians va ser enunciat. El 1926, una entitat anomenada Vereniging tot Kolonisatie van Nieuw-Guinea (Associació pel Poblament de Nova Guinea) va ser fundada. El 1930 va ser seguida per la Stichting Immigratie Kolonisatie Nieuw-Guinea (Fundació per la Immigració i Poblament de Nova Guinea). Aquestes organitzacions van considerar Nova Guinea com una terra nova, gairebé terra buida, que podria servir com a pàtria als eurasians. Una mena d'Holanda tropical, on els eurasians podrien crear una pàtria.
Aquestes associacions van tenir èxit enviant pobladors a Nova Guinea i van influir amb èxit per l'establiment d'una agència del govern per subvencionar aquestes iniciatives (dins 1938). Tanmateix, la majoria de poblaments van acabar en fracàs a causa del clima dur i les condicions naturals, i a causa del fet que els pobladors, anteriorment treballadors d'oficina, no estaven especialitzats en agricultura. El nombre de pobladors finalment va quedar reduït. A la pròpia Holanda van existir algunes organitzacions que van promoure una mena de "Holanda tropical" a Nova Guinea, però eren força insignificants; estaven enllaçades al partit de NSB i altres organitzacions feixistes.

## Divisió administrativa
| 1. Hollandia             | Hollandia  | 57.000  |
| 2. Geelvinkbaai          | Biak       | 78.000  |
| 3. Centraal Nieuw-Guinea | Biak       | 52.000  |
| 4. Zuid Nieuw-Guinea     | Merauke    | 78.000  |
| 5. Fak-Fak               | Fak-Fak    | 28.000  |
| 6. West Nieuw-Guinea     | Sorong-Fat | 95.000  |
| Total:                   | --         | 420.000 |

## Origen de la disputa sobre Nova Guinea
El 1942, la major part de les Índies Orientals Holandeses van ser ocupades pel Japó. Darrere de les línies japoneses a Nova Guinea, lluitadors de la guerrilla holandesa van resistir sota el lideratge de Mauritz Christiaan Kokkelink. Durant l'ocupació el moviment nacionalista indonesi va viure un desenvolupament ràpid. Després de la rendició del Japó, Sukarno va declarar la República Indonèsia, la qual abraçava nominalment la totalitat de les Índies Orientals Holandeses. Les autoritats holandeses van retornar després de diversos mesos sota el lideratge de Tinent-Governador-General Hubertus van Mook. Van Mook va decidir reformar Indonèsia sobre una base federal. Això no va ser una idea completament nova, però era contrari a la pràctica administrativa a les Índies Orientals Holandeses fins aleshores i també contrari a les idees dels nacionalistes, que volien una Indonèsia centralista.

### Acord de Linggadjati
El pla de Van Mook era dividir Indonèsia en diversos estats federals, negaras, amb possibles àrees autònomes, daerahs. La totalitat seria anomenada els Estats Units d'Indonèsia i quedaria enllaçat als Països Baixos en la Unió Països Baixos-Indonèsia. El costat indonesi va donar el seu acord a aquest pla durant la conferència de Linggadjati el novembre de 1946. Van Mook va pensar una estructura federal per salvaguardar la diversitat cultural i ètnica d'Indonèsia. Van Mook i els seus seguidors es van referir al dret d'autodeterminació quant a això: les comunitats ètniques diferents d'Indonèsia haurien de tenir el dret a l'autodeterminació. La diversitat ètnica d'Indonèsia havia estat anteriorment abordada en dues conferències a Malino i Pangkalpinang.
Durant aquestes dues conferències Nova Guinea va ser discutida per primer cop. Durant la conferència de Malino un participant papú va declarar que Nova Guinea hauria d'esdevenir una part de l'estat d'Indonèsia Oriental. Durant la conferència de Pangkalpinang el dret d'autodeterminació dels eurasians, el xinesos i les minories ètniques àrabs va ser discutit. La nova Grooter Nederland-Actie (Acció Neerlandesa Estesa) va enviar delegats a aquesta conferència, que va destacar que els eurasians haurien de poder retenir la seva cultura i posició; alguns eurasians van esmentar Nova Guinea com a pàtria possible pels eurasians. A més, aquesta conferència va estipular que territoris específics podrien tenir relacions especials amb el Regne dels Països Baixos si volien. Tanmateix, la conferència no va considerar a la població indígena papú com a capaç d'exercitar el seu dret d'autodeterminació.

### L'esmena unilateral de 'Linggadjati'
A molts holandesos, la idea de separar-se d'Indonèsia els impressionava. Molts holandesos pensaven que el seu país tenia una missió per desenvolupar a Indonèsia. El desig indonesi per a la independència va ser una sorpresa per a molts holandesos. Com que els nacionalistes indonesis sota Sukarno cooperaven amb els japonesos, eren considerats traïdors i col·laboradors. Gairebé tots els partits polítics holandesos estaven contra la independència indonèsia. El protestant Partit Anti-Revolucionari (ARP) era molt favorable a la política ètica holandesa a Indonèsia. El nou partit liberal Partit Popular per la Llibertat i la Democràcia (VVD) va fer campanya per una política de línia dura contra els nacionalistes. Fins i tot el Partit laborista neerlandès, que inicialment va donar suport a la independència indonèsia, estava indecís, a causa de les polítiques de Sukarno.
El ministre de Colònies Jan Anne Jonkman va defensar els acords de Linggadjati al Parlament el 1946 declarant que el govern desitjava que Nova Guinea quedés sota sobirania holandesa, argumentant que podria ser un poblament per eurasians. Probablement aquesta idea era la seva pròpia. Una moció presentada pel Partit Popular Catòlic (KVP) i el Partit Laborista, que va ser acceptada per parlament, va declarar que la declaració de Jonkman en el parlament hauria d'esdevenir part de l'acord de Linggadjati. Acceptat això, els Països Baixos de manera unilateral esmenaven l'acord de Linggadjati en el sentit de que Nova Guinea quedaria com possessió holandesa. El dirigent del grup parlamentari laborista Marinus van der Goes van Naters va dir després que el partit Laborista havia donat suport a la moció del KVP perquè va témer que altrament els catòlics podrien refusar els acords de Linggadjati.
El indonesis no va acceptar aquesta esmena unilateral. En ordre a no a anul·lar la transferència planificada de sobirania, el vicepresident indonesi Mohammad Hatta va oferir mantenir la sobirania holandesa sobre Nova Guinea per un any i reobrir les negociacions després.

## 1949–1956
Per això el 1949, quan la resta de les Índies Orientals Holandeses esdevenien plenament independents com Indonèsia, la sobirania sobre Nova Guinea Occidental fou mantinguda pels holandesos, i va fer passos per preparar la independència del territori com a país separat. Uns cinc mil mestres van ser enviats allà. Els holandesos van posar un èmfasi en les polítiques, els negocis i les habilitats cíviques. El 8 de febrer de 1950 Stephan Lucien Joseph Van Waardenburg va ser designat com a primer governador (De Gouverneur) de Nova Guinea Holandesa. Els primers cadets navals locals es van graduar el 1955 i la primera brigada d'exèrcit va esdevenir operacional el 1956.

## 1957–1961
Les tensions pel que fa a la disputa Holandesa-Indonèsia sobre Nova Guinea van augmentar al desembre de 1957 després de la derrota indonèsia en l'Assemblea General de l'ONU el 29 de novembre de 1957 en una resolució a favor de la reclamació d'Indonèsia al territori. Sukarno va respondre amb la confiscació de les empreses holandeses que operaven a Indonèsia i anunciant l'expulsió de residents holandesos d'Indonèsia. L'augment de les tensions sobre la disputa van animar als holandesos a accelerar els seus plans per portar el territori disputat cap a un acte d'autodeterminació. Es van celebrar eleccions a la Nova Guinea Holandesa el 1959 i fou elegit un Consell de Nova Guinea que va entrar en funcions oficialment el 5 d'abril de 1961, per preparar per independència plena pel final d'aquella dècada. Els holandesos van aprovar la selecció del consell d'un nou himne nacional i de l'Estrella de la Matinada (Morning Star) com la bandera nacional el 1 de desembre de 1961.
Després de hissar la Bandera Nacional l'1 de desembre de 1961, les tensions van esclatar. El 18 de desembre de 1961 Sukarno va emetre el Tri Komando Rakjat, (Triple Ordre als indonesis), cridant als indonesis a impedir la formació d'un estat independent a Papua occidental, a hissar la bandera indonèsia en aquell país, i estar a punt per a la mobilització en qualsevol moment.

## 1962

### Escalada a conflicte de baixa intensitat
El 1962 Indonèsia va llançar una campanya significativa de infiltracions de paracaigudistes i marines al territori disputat, començant amb una infiltració de marines llançada per forces indonèsies el 15 de gener de 1962. L'atac indonesi fou totalment derrotat per forces holandeses incloent-hi els destructors holandesos Evertsen i Kortenaer, en el famós incident Vlakke Hoek. Entre les baixes hi havia el sub cap indonesi de l'estat major naval, comodor Yos Sudarso. Els indonesis desconeixien que els serveis de intel·ligència holandesa havien interceptat les comunicacions indonèsies, permetent a les forces holandeses anticipar-se amb èxit als intents d'infiltració d'Indonèsia durant tot el 1962. Forçat a reagrupar-se, els indonesis van reprendre la seva campanya d'infiltracions el març 1962. En els mesos següents més de 500 paracaigudistes indonesis i forces especials foren enviats a la Nova Guinea Holandesa, només per ser decisivament derrotats per forces holandeses amb l'assistència de la població indígena.

### Proposta de Elsworth Bunker
Fent front a una creixent pressió diplomàtica internacional i la perspectiva d'una força d'invasió indonèsia, els holandesos van acceptar retornar a les negociacions i van acordar la proposta de Ellsworth Bunker el 28 de juliol de 1962, per una transició escenificada del control dels holandesos als indonesis via administració de l'ONU, amb la condició que un plebiscit seria celebrat en el futur en el territori. L'acord va ser signat el 15 d'agost de 1962 a la seu de l'ONU a Nova York i el territori va ser col·locat sota l'Autoritat Executiva Provisional de les Nacions Unides l'octubre 1962. Fou subsegüentment transferit a Indonèsia el maig de 1963.

## 1963–1969
El territori fou formalment annexionat per Indonèsia el 1969 després que Govern indonesi va celebrar un anomenat "Acte d'Elecció Lliure", el qual sota forta pressió de l'exèrcit indonesi, unànimement va "aprovar" l'annexió. Aquest Acte d'Elecció Lliure ha estat fortament criticat per la comunitat internacional, incloent el grup Internacional de Parlamentaris per Papua Occidental que va qualificar la votació de "l'acte de cap altra alternativa". Des de llavors el govern indonesi ha aprovat una política d'immigració per persones de Java i algunes altres illes (programa de transmigració). En 40 anys més javaneses que papus vivien al territori de l'antiga Nova Guinea Holandesa. El programa indicat ha estat acabat per president indonesi Joko Widodo el juny de 2015.

## Governadors
- Jan Pieter Karel van Eechoud (29 desembre 1949 - 8 febrer 1950; interí)
- Stephan Lucien Joseph van Waardenburg (8 febrer 1950 - 24 abril 1953)
- Jan van Baal (24 abril 1953 - 31 març 1958)
- Jan Christoffel Baarspul (31 març 1958 - 1 maig 1958; interí)
- Pieter Johannes Platteel (1 maig 1958 - 28 setembre 1962)
- Henk Veldkamp (28 setembre 1962 - 1 octubre 1962; interí)

### En neerlandès
- Doel, H.W. van den, Afscheid van Indië. De val van het Nederlandse imperium in Azië (Amsterdam 2001).
- Drooglever, P.J., Een daad van vrije keuze. De Papoea’s van westelijk Nieuw-Guinea en de grenzen van het zelfbeschikkingsrecht (Amsterdam 2005).
- Huydecoper van Nigteveld, J.L.R., Nieuw-Guinea. Het einde van een koloniaal beleid (Den Haag 1990)
- Gase, Ronald, Misleiding of zelfbedrog. Een analyse van het Nederlandse Nieuw-Guinea-beleid aan de hand van gesprekken met betrokken politici en diplomaten (Baarn 1984).
- Geus, P.B.R. de, De Nieuw-Guinea kwestie. Aspecten van buitenlands beleid en militaire macht (Leiden 1984).
- Jansen van Galen, John, Ons laatste oorlogje. Nieuw-Guinea: de Pax Neerlandica, de diplomatieke kruistocht en de vervlogen droom van een Papoea-natie (Weesp 1984).
- Klein, W.C. e.a., Nieuw-Guinea, 3 dln. (Den Haag 1953/1954).
- Meijer, Hans, Den Haag-Djakarta. De Nederlands Indonesische betrekkingen 1950–1962 (Utrecht 1994).
- Idem, "`Het uitverkoren land'. De lotgevallen van de Indo-Europese kolonisten op Nieuw-Guinea 1949–1962", Tijdschrift voor Geschiedenis 112 (1999) 353–384.
- Schoorl, Pim (red.), Besturen in Nederlands-Nieuw-Guinea 1945 -1962 (Leiden, 1996).
- Smit, C., De liquidatie van een imperium. Nederland en Indonesië 1945–1962 (Amsterdam 1962).
- van Holst-Pellekaan, R.E., de Regst, I.C. and Bastiaans, I.F.J. (ed.), Patrouilleren voor de Papoea's: de Koninklijke Marine in Nederlands Nieuw-Guinea 1945–1960 (Amsterdam, 1989).
- Vlasblom, Dirk, Papoea. Een geschiedenis (Amsterdam 2004).
- Wal, Hans van de, Een aanvechtbare en onzekere situatie. De Nederlandse Hervormde Kerk en Nieuw-Guinea 1949–1962 (Hilversum 2006).